# テリー・ミラー (ランニングバック)
テリー・ミラー（Terry Miller、1956年1月7日 - ）は、ジョージア州コロンバス出身の元アメリカンフットボール選手。ポジションはランニングバック。

## 経歴
コロラド州コロラドスプリングスの高校で彼は1973年冬にバスケットボールのポイントガードとしてプレーしチームは州のチャンピオンとなった。
オクラホマ州立大学で1976年、1977年の2年間連続でオールアメリカンに選ばれた。この2シーズンで合計3,221ヤードを走った彼は1977年のハイズマン賞の投票ではアール・キャンベルに次ぐ2番目の得票を得た。また1976年のハイズマン賞の投票でも全体の4位となっている。
1978年のNFLドラフト1巡全体5位でバッファロー・ビルズに指名されて入団した。退団したO・J・シンプソンの代わりとして1年目の1978年はNFL9位の1060ヤードを走った。この年彼はカーティス・ブラウン、ローランド・フックスとともにラン攻撃で起用された。2年目の1979年は左足首の負傷もあり、カーティス・ブラウンに次ぐ484ヤードにとどまった。1980年にはキックオフリターン16回ラン12回の出場にとどまった。この年ビルズはドラフトでジョー・クリブスを獲得している。
1981年5月5日、ドラフト4巡、7巡指名権と引き替えでクリーブランド・ブラウンズにトレードされた。同年シアトル・シーホークスでプレーした彼は2回のランで4ヤードの獲得に終わった。
1983年に金融取引に失敗して破産した彼は、さらに1999年には詐欺罪で罰金刑を受けた。
2011年にオクラホマ州立大学のスポーツの殿堂に選ばれた。
2022年にカレッジフットボール殿堂に選ばれた。